# جان مورتا
جان مورتا (انگلیسی: John Murtha; ۱۷ ژوئن ۱۹۳۲ – ۸ فوریهٔ ۲۰۱۰) سیاست‌مدار اهل ایالات متحده آمریکا و عضو مجلس نمایندگان ایالات متحده از پنسیلوانیا بود. وی همچنین برندهٔ جوایزی همچون نشان ستاره برنزی و پرپل هارت شده‌است.